# Alfred (auteur)
 (juin 2019).
Pour les articles homonymes, voir Alfred et Papagalli.
Lionel Papagalli, dit Alfred, né à Grenoble le 19 mai 1976, est un auteur de bande dessinée français. Ses œuvres les plus notables sont Pourquoi j'ai tué Pierre et Come Prima.

## Biographie
Né dans une famille de comédiens de théâtre (son père est le comédien Serge Papagalli, connu pour son rôle de Guethenoc, le paysan râleur dans la série Kaamelott), il obtient un baccalauréat littéraire et devient dessinateur de bande dessinée en autodidacte. Il commence par publier dans des fanzines confidentiels avant de créer avec des amis Scalp !.
En 1995, il crée « Ciel Ether », une structure d'auto-édition visant à faire connaître son travail. Cela lui permet de rencontrer Éric Corbeyran qui lui écrit quelques histoires courtes avant La Digue, album publié chez Delcourt.
Il rencontre le scénariste David Chauvel en 2000, avec qui il réalise la série Octave (entre 2003 et 2006).
En 2004, il adapte le roman Café Panique de Roland Topor (Éditions Charrette).
En 2007, avec Olivier Ka, il publie l'album Pourquoi j’ai tué Pierre qui est récompensé du Prix du Public et figure parmi les Essentiels du festival de la BD d'Angoulême . En 2008, il participe à l'album collectif Premières fois (éditions Delcourt), sous la direction de David Chauvel.
Avec Olivier Ka, il joue sur scène des spectacles au sein du duo Crumble Club, dans lequel il chante, raconte et joue de divers instruments.
En 2013 est publié son album Come Prima, un road-movie mettant en scène deux frères dont le père vient de mourir dans l'Italie du début des années 60. Il rencontre un accueil favorable dans la presse, et fait partie, en janvier 2014, de la « bédéthèque idéale » de la rédaction du magazine Télérama. L'album obtient le Fauve d'or : prix du meilleur album au Festival d'Angoulême 2014,.
L'album Maltempo est publié en 2023. Pour l'avis critique de Télérama : « Comme à son habitude, l’auteur de Come prima et de Senso signe une histoire simple, sensible, au trait élégant et à l’humanisme tranquille, mais en prise cette fois avec l’actualité (la résurgence d’un sentiment néofasciste de l’autre côté des Alpes) et nourrie d’éléments autobiographiques. »
En février 2025 sort son album Les Jardins invisibles, ouvrage « autour de la filiation et la transmission », dans lequel il « convie à un voyage mémoriel à travers l’Italie, ses souvenirs d’enfance ou les moments de bascule dans son existence », selon l'avis critique de Télérama. Un  « album de souvenirs doux et poétique » selon France Culture.

## Œuvres

### Albums
- La Chatte de la vieille dame (dessin), avec Numa Sadoul (scénario), Ciel Ether, 1995.
- Home sweet home, Ciel Ether, 1996.
- L'Ogreraie (dessin), avec Éric Corbeyran (scénario), Ciel Ether, 1996.
- Horreur de jeunesse (dessin) avec Éric Corbeyran (scénario), Ciel Ether, 1996.
- Pet en gueule (dessin), avec Éric Corbeyran (scénario), Ciel Ether, 1996.
- Anatole dans Anatole & Roue libre, Ciel Ether, 1997.
- Le Chant du coq, Le Cycliste, 1998[13].
- La Digue (dessin), avec Éric Corbeyran (scénario), Delcourt, 1998.
- Abraxas (dessin), avec Éric Corbeyran (scénario), Delcourt, coll. « Conquistador » :

1. Le Brouet sapide, 2000.
2. Le Rideau gris, 2001.

- 5 ans de Comix, album collectif, Le Cycliste, 1999.
- Petits trucs et bouts de machins (carnet de croquis), Charrette, 2001.
- Un colt qu'on en finisse (dessin), avec Jean-Philippe Peyraud (scénario), Treize étrange, 2001.
- Monsieur Rouge (dessin), avec Olivier Ka, Petit à Petit :

1. Monsieur Rouge entre en scène, 2002.
2. Monsieur Rouge fait ses valises, 2003.
3. Monsieur Rouge contre Docteur Slip, 2004.

- Octave (dessin), avec David Chauvel (scénario), Delcourt, coll. « Jeunesse » :

1. Octave et le Cachalot, 2003[14].
2. Octave et la Daurade royale, 2004.
3. Octave et le Manchot papou, 2005.
4. Octave et le Fou de bassan, 2006.

- Café Panique (scénario et dessin d'après Roland Topor), Éditions Charrette, 2004.
- Pourquoi j'ai tué Pierre (dessin), avec Olivier Ka (scénario), Delcourt, 2006.
- Magie ! Magie !, avec Régis Lejonc, Thierry Magnier, 2005.
- Le Désespoir du singe (dessin), avec Jean-Philippe Peyraud (scénario), Delcourt :

1. La Nuit des lucioles, 2006.
2. Le Désert d'épaves, 2007.

- Abécédaire B (dessin), Éditions l'Édune, 2007.
- Le Petit Cirque de poche (dessin), La Maison est en carton, 2007.
- Je mourrai pas gibier (dessin), d'après le roman de Guillaume Guéraud, Delcourt, 2009.
- Le Bec dans l'eau (dessins), Charrette, 2011.
- Participation à L'Atelier Mastodonte, Dupuis, 2013.
- Come Prima, Delcourt, 2013. Fauve d'or du festival d'Angoulême 2014.
- Bob le raté, (dessin) Guillaume Guéraud (texte), Sarbacane, 2013
- Donjon Crépuscule t. 110 : Haut Septentrion (dessin), avec Lewis Trondheim et Joann Sfar (scénario), Delcourt, coll. « Humour de rire », 2014.
- La Rage du dragon, (dessin) Guillaume Guéraud (texte), Sarbacane, 2015
- Daho l'homme qui chante, (dessin) David Chauvel (texte), Delcourt, 2015
- Alfred (dessin) et Jérôme Pierrat (scénario), Le Tatouage : histoire d'une pratique ancestrale[15], Lombard, coll. « La petite bédéthèque des savoirs », 2016, 72 p. (ISBN 978-2-8036-7008-6)
- Capitaine Fripouille, Delcourt, 2017
Scénario : Olivier Ka - Dessin et couleurs : Alfred
- Senso[16], Delcourt, coll. « Mirages », octobre 2019  (ISBN 978-2-7560-8284-4)
- Les Représentants (dessin collectif, avec David Prudhomme, Anne Simon, et Sébastien Vassant) et Vincent Farasse (scénario), Virages graphiques, 2022[17]
- Fortune cookie : un spectacle déambulatoire, textes de Didier Delahais, Aurore Jacob et Gwendoline Soublin, illustrations de Régis Lejonc et Alfred, directrice artistique de Monique Garcia, les Éditions Moires, 2021
- Ma cabane, texte de Guillaume Guéraud, La Martinière jeunesse, 2022
- Maltempo[11], couleur Laurence Croix,  coll. « Mirages », Delcourt, 2023  (ISBN 9782413027782)
- Les Jardins invisibles[1], collection « Shampooing », Delcourt, 2025  (ISBN 9782413088806)

### Récits courts
- Quand Shlemiel s'en fut à Varsovie (dessin), avec Yohan Radomski (scénario), Je Bouquine no 263, janvier 2006.
- Participation aux collectifs Déjà (1996), L’Ascenseur (1997), Le Dedans de l'intérieur (1997), Le Dedans de l'intérieur, Paroles de taulards (1999), Chansons de Higelin en bandes dessinées (2000), Poèmes de Baudelaire en bandes dessinées (2001), Poèmes de Victor Hugo en bandes dessinées (2002), Chansons de Téléphone en Bandes Dessinées (2002)[18], Cases départs (2003), Rire contre le racisme (2006), Paroles de tox (2006), Paroles sans papiers (2007), Tous coupables (2007), Yannick Noah traits métis (2007), Premières fois (2008), Bob Dylan revisited (2008), Summer of the 80's (Dargaud, 2009)[19],[20], Les nouvelles aventures de Dupa Grave et de la petite chatte Mimine (Débrouille, 2010, Tranches napolitaines (Dargaud, 2010)[21], La Galerie des illustres (Dupuis, 2013), Rencontres inattendues (Dupuis, 2014)
- Participation à Wah Wah 5 de Charles Berberian, éditions Exemplaire, 2023

### Illustration
- Carnevale, Le 9e Monde, 2002 - Portfolio, 222 exemplaires numérotés et signés
- Olivier Ka, Les Contes imbéciles, Éditions l'Édune, 2009
- Rascal, Paul Honfleur, Éditions l'Édune, 2009
- Annie Agopian, Le Trou, Le Rouergue, 2010
- Rascal, Angie Monde, Éditions l'Édune, 2010
- Boulevard des sms, maximes de Brigitte Fontaine illustrées par Alfred, Casterman, septembre 2016

## Prix
- 2004 : Prix Ligue de l'Enseignement 41 pour Octave et la Daurade royale
- 2007 : « Essentiel » d'Angoulême pour Pourquoi j'ai tué Pierre (avec Olivier Ka)[5]
- 2014 : Fauve d'or : prix du meilleur album au festival d'Angoulême pour Come Prima[10]